# Kroktjärnarna (Storsjö socken, Härjedalen, 696233-135383)
Kroktjärnarna är en sjö i Bergs kommun i Härjedalen och ingår i Ljusnans huvudavrinningsområde. Sjön har en area på 0,0587 kvadratkilometer och ligger 861,5 meter över havet.

## Delavrinningsområde
Kroktjärnarna ingår i det delavrinningsområde (696159-135430) som SMHI kallar för Mynnar i Särvan. Medelhöjden är 857 meter över havet och ytan är 4,09 kvadratkilometer. Det finns inga avrinningsområden uppströms utan avrinningsområdet är högsta punkten. Vattendraget som avvattnar avrinningsområdet har biflödesordning 3, vilket innebär att vattnet flödar genom totalt 3 vattendrag innan det når havet efter 373 kilometer. Avrinningsområdet består mestadels av skog (94 procent). Avrinningsområdet har 0,14 kvadratkilometer vattenytor vilket ger det en sjöprocent på 3,5 procent.